# 木下利安
木下 利安（きのした としやす）は、江戸時代中期の備中国足守藩の世嗣。通称は主殿。

## 略歴
4代藩主・木下利貞の四男として誕生。幼名は三之助。宥閑と号す。
跡継ぎのなかった兄で5代藩主・木下公定の養子となるが、行跡が悪いため廃嫡され、家督を継ぐことはなかった。利安に代わって公定正室の兄弟で同族日出藩木下家から公福が、さらに公定・利安の甥の利潔が養子となった。
廃嫡の後、足守へ移されて500石を宛てがわれ、御下屋敷で余生を送った。延享4年（1747年）5月10日に80歳で死去し、木下家の菩提寺である大光寺に葬られた。
子孫は足守藩の家老を勤めた。